# Episodi di Colombo (prima stagione)
La prima stagione della serie televisiva Colombo, composta da 7 episodi (9 includendo i due episodi pilota trasmessi il 20 febbraio 1968 e il 1º marzo 1971) è stata trasmessa sul canale statunitense NBC dal 15 settembre 1971 al 9 febbraio 1972.
In Italia è stata trasmessa, non seguendo lo stesso ordine, dal 14 settembre 1977 al 13 maggio 1987 sulle reti Rai 2 e Rete 4.
| nº | Titolo originale      | Titolo italiano            | Prima TV USA      | Prima TV Italia   |
| -- | --------------------- | -------------------------- | ----------------- | ----------------- |
| 0  | Prescription: Murder  | Prescrizione: assassinio   | 20 febbraio 1968  | 7 marzo 1982      |
| 0  | Ransom for a Dead Man | Riscatto per un uomo morto | 1º marzo 1971     | 13 maggio 1987    |
| 1  | Murder by the Book    | Un giallo da manuale       | 15 settembre 1971 | 2 agosto 1978     |
| 2  | Death Lends a Hand    | Una trappola di Colombo    | 6 ottobre 1971    | 14 settembre 1977 |
| 3  | Dead Weight           | La pistola di madreperla   | 27 ottobre 1971   | 17 agosto 1977    |
| 4  | Suitable for Framing  | L'arte del delitto         | 17 novembre 1971  | 3 agosto 1977     |
| 5  | Lady in Waiting       | Incidente premeditato      | 15 dicembre 1971  | 30 agosto 1978    |
| 6  | Short Fuse            | Mio caro nipote            | 19 gennaio 1972   | 4 aprile 1982     |
| 7  | Blueprint for Murder  | Progetto per un delitto    | 9 febbraio 1972   | 6 luglio 1977     |

## Prescrizione: assassinio
- Titolo originale: Prescription: Murder
- Diretto da: Richard Irving
- Scritto da: Richard Levinson e William Link

### Trama
Lo psichiatra Ray Flemming ha ucciso la moglie con la complicità della giovane amante Joan Hudson, che si traveste come la moglie per fornirgli un alibi. Toccherà al tenente Colombo scoprire la verità grazie proprio all'aiuto dell'amante.
- Guest star: Gene Barry (Ray Flemming), Katherine Justice (Joan Hudson), Nina Foch (Carol Flemming)

## Riscatto per un uomo morto
- Titolo originale: Ransom for a Dead Man
- Diretto da: Richard Irving
- Scritto da: Dean Hargrove

### Trama
Colombo conduce l'indagine sull'omicidio di un avvocato, ucciso dalla moglie Leslie. La donna cerca di creare false piste per l'investigatore, inscenando un rapimento.
- Guest star: Lee Grant (Leslie Williams), Harlan Warde (Paul Williams), Patricia Mattick (Margaret Williams), Harold Gould (agente Carlson)
- Nota. In Italia l'episodio fu proiettato per la prima volta nei cinema (come fosse un film) dal 4 aprile 1978. Venne trasmesso in televisione su Rete 4 solo dopo quasi un decennio, il 13 maggio 1987. È l'unico episodio in cui Peter Falk è doppiato da Ferruccio Amendola.

## Un giallo da manuale
- Titolo originale: Murder by the Book
- Diretto da: Steven Spielberg
- Scritto da: Steven Bochco

### Trama
Ken Franklin uccide il suo socio scrittore James Farris nel proprio chalet sul lago, simulando, attraverso una serie di telefonate opportunamente tempificate, che James sia stato rapito nel proprio ufficio di Los Angeles da ignoti, per impedirgli di proseguire un'indagine in merito. Per avvalorare la tesi, ne fa trovare il cadavere nel proprio giardino di casa, simulando così un avvertimento di morte, ma la signora La Sanka, una vedova che è proprietaria dell'unico negozio-emporio del villaggio ove Ken ha lo chalet, ricorda di averlo visto arrivare in auto con a fianco la vittima, ancora viva, il giorno del delitto e lo ricatta, così Ken uccide anche lei colpendola alla testa con una bottiglia vuota. Le indagini sono condotte da Colombo, che presto sospetta di Ken Franklin.
- Guest star: Jack Cassidy (Ken Franklin), Rosemary Forsyth (Joanna Ferris), Martin Milner (James Jim Ferris), Barbara Colby (Lillian Lily La Sanka)
- Nota. Jack Cassidy interpretò altre due volte il villain in altrettanti episodi della serie dedicata al tenente Colombo: in Un killer venuto dal Vietnam (Publish or Perish), nella terza stagione, e in L'illusionista (Now You See Him) nella quinta stagione, trasmessi in Italia rispettivamente nel 1982 e nel 1979.
- Nota. Barbara Colby è doppiata da Valeria Valeri.
- Nota. Questo è stato il primo e unico episodio diretto da Steven Spielberg.

## Una trappola di Colombo
- Titolo originale: Death Lends a Hand
- Diretto da: Bernard L. Kowalski
- Scritto da: Richard Levinson e William Link

### Trama
Il ricco e potente Arthur Kennicut assume l'investigatore privato Carl Brimmer per scoprire se sua moglie Lenore l'abbia mai tradito. Il rapporto di Brimmer sembra essere tranquillizzante, in quanto emerge che Lenore gli è sempre stata fedele, ma questa non è la verità: l'investigatore, infatti, ha raccolto le prove dei tradimenti di Lenore Kennicut con l'istruttore di golf, ma decide di mentire al marito per ottenere dalla moglie informazioni riservate sui contatti e sulle amicizie politiche di Arthur Kennicut. La moglie non cede al ricatto dell'investigatore privato e ne segue una lite, che accidentalmente provoca la morte della donna.
- Guest star: Robert Culp (Carl Brimmer), Ray Milland (Arthur Kennicut), Patricia Crowley (Lenore Kennicut)

## La pistola di madreperla
- Titolo originale: Dead Weight
- Diretto da: Jack Smight
- Scritto da: John T. Dugan

### Trama
L'omicidio di un militare, il colonnello Roger Dutton, i cui brogli stanno per essere portati alla luce da una commissione d'inchiesta, da parte del suo complice, il generale dei marines in pensione Martin Hollister, viene notato da una testimone oculare, Helen Stewart, di passaggio con una piccola imbarcazione a vela nel tratto di mare prospiciente la villa dell'ex generale, luogo del delitto. L'indagine si apre quindi non con il ritrovamento del cadavere ma con una segnalazione pervenuta alla polizia.
- Guest star: Eddie Albert (Martin Hollister), Suzanne Pleshette (Helen Stewart), John Kerr (Roger Dutton), Kate Reid (Mrs. Walters), Val Avery (Harry Barnes), Timothy Carey (Bert)
- Nota. Nel corso dell'episodio si riesce a leggere il nome del tenente Colombo (Frank) quando mostra il tesserino al generale in pensione.

## L'arte del delitto
- Titolo originale: Suitable for Framing
- Diretto da: Hy Averback
- Scritto da: Jackson Gillis

### Trama
Il multimilionario Randy Matthew, collezionista di quadri, mentre suona il pianoforte viene improvvisamente ucciso con un colpo di pistola dal nipote, il critico d'arte Dale Kingston, il quale mette poi a soqquadro la villa per simulare che la morte sia avvenuta a causa di un furto, facendo infine occultare a una pittrice innamorata di lui due preziose opere a pastello di Edgar Degas. Si procura inoltre un alibi recandosi ad una festa dopo aver nascosto il corpo dello zio sotto una termocoperta per alterare l'ora della morte. Colombo indaga sulla vicenda e sulle numerose connessioni palesatesi. Si scopre poi che lo zio sul proprio testamento aveva deciso che la propria collezione artistica dovesse andare alla sua ex moglie.
- Guest star: Ross Martin (Dale Kingston), Kim Hunter (Edna Matthews), Robert Shayne (Rudy Matthews), Rosanna Huffman (Tracy O'Connor), Don Ameche (avvocato Frank Simpson)

## Incidente premeditato
- Titolo originale: Lady in Waiting
- Diretto da: Norman Lloyd
- Scritto da: Steven Bochco

### Trama
Bryce Chadwick, un milionario uomo di successo, tiene sotto controllo in modo alquanto dispotico la vita della capricciosa sorella Beth, impedendole in particolare di frequentare Peter Hamilton, un avvocato della loro azienda, che Bryce sospetta essere un cacciatore di dote. Esasperata dal comportamento del fratello, Beth lo uccide facendo credere di averlo scambiato per un ladro. Il processo che ne consegue si conclude con l'assoluzione dell'imputata ma Colombo, insospettito da piccole e numerose incongruenze sulla scena del delitto, insiste con l'indagare arrivando a incastrare la donna, e proprio grazie all'aiuto di Hamilton che, seppur innamorato di Beth, è un uomo retto.
- Guest star: Susan Clark (Elizabeth Beth Chadwick), Leslie Nielsen (Peter Hamilton), Richard Anderson (Bryce Chadwick)

## Mio caro nipote
- Titolo originale: Short Fuse
- Diretto da: Edward M. Abroms
- Scritto da: Jackson Gillis

### Trama
Roger Stanford, giovane chimico scapestrato la cui famiglia è proprietaria di un'industria milionaria, è ai ferri corti con lo zio acquisito David Buckner, il quale intende cedere il controllo dell'attività nonostante il parere contrario della moglie e dell'avvocato della ditta. Qualcuno, però, sabota l'auto di David Buckner, provocandone la morte. Colombo prende in mano le redini della situazione e tenta di scoprire chi sia l'assassino.
- Guest star: Roddy McDowall (Roger Stanford), Ida Lupino (zia di Roger Stanford), James Gregory (David Buckner), Lawrence Cook (Quincy Bishop)

## Progetto per un delitto
- Titolo originale: Blueprint for Murder
- Diretto da: Peter Falk
- Scritto da: Steven Bochco

### Trama
Beau Williamson, facoltoso industriale texano di ritorno da un lungo viaggio d'affari in Europa, scompare nel nulla. Il caso è assegnato al tenente Colombo, che in prima battuta interroga Jennifer Williamson, la moglie della vittima, per cercare di ricostruire gli ultimi spostamenti del marito. Collegando tanti piccoli indizi, Colombo comincia a sospettare che un amico di famiglia, l'architetto Elliot Markham, possa essere implicato nella sparizione.
- Guest star: Patrick O'Neal (Elliot Markham), Forrest Tucker (Beau Williamson), Pamela Austin (Jennifer Williamson), Janis Paige (Goldie Williamson)
- Nota. Questo è stato l'unico episodio della serie diretto dallo stesso Peter Falk